# Найкращі бомбардири кубка Мітропи (1927-1940)
Цей список - статистичний огляд досягнень найкращих бомбардирів кубка Мітропи з 1927 по 1940 роки. В цей час у турніри грали найсильніші футбольні клуби Австрії, Італії, Румунії, Угорщини, Чехословаччини, Швейцарії та Югославії.

## По сезонам
В 1937 році Дьордь Шароші встановив рекорд результативності кубка Мітропи за сезон - 12 голів.
Джузеппе Меацца та Дьордь Шароші по три рази очолювали список найвлучніших гравців турніру.
| Сезон | Футболіст        | Голи | Матчі | Клуб                     |
| ----- | ---------------- | ---- | ----- | ------------------------ |
| 1927  | Йозеф Сильний    | 5    | 6     | «Спарта» (Прага)         |
| 1928  | Йожеф Такач      | 10   | 6     | «Ференцварош» (Будапешт) |
| 1929  | Іштван Авар      | 10   | 7     | «Уйпешт» (Будапешт)      |
| 1930  | Джузеппе Меацца  | 7    | 6     | «Амброзіана-Інтер»       |
| 1931  | Гайнріх Гілтль   | 7    | 7     | «Вінер АК» (Відень)      |
| 1932  | Ренато Чезаріні  | 5    | 4     | «Ювентус»                |
| 1933  | Раймундо Орсі    | 5    | 4     | «Ювентус»                |
| 1933  | Франтішек Клоз   | 5    | 4     | «Спарта» (Прага)         |
| 1933  | Джузеппе Меацца  | 5    | 6     | «Амброзіана-Інтер»       |
| 1933  | Маттіас Сінделар | 5    | 6     | «Аустрія» (Відень)       |
| 1934  | Карло Регуццоні  | 10   | 8     | «Болонья»                |
| 1935  | Дьордь Шароші    | 9    | 8     | «Ференцварош» (Будапешт) |
| 1936  | Джузеппе Меацца  | 10   | 6     | «Амброзіана-Інтер»       |
| 1937  | Дьордь Шароші    | 12   | 9     | «Ференцварош» (Будапешт) |
| 1938  | Йозеф Біцан      | 10   | 8     | «Славія» (Прага)         |
| 1939  | Дьюла Женгеллер  | 9    | 6     | «Уйпешт» (Будапешт)      |
| 1940  | Дьордь Шароші    | 5    | 3     | «Ференцварош» (Будапешт) |

## Сумарні показники
Найбільше голів у турнірі забив угорський нападник «Ференцвароша» Дьордь Шароші - 49.
| №  | Футболіст         | Роки виступу | Голи | Матчі | Клуб                                                               |
| -- | ----------------- | ------------ | ---- | ----- | ------------------------------------------------------------------ |
| 1  | Дьордь Шароші     | 1932-1940    | 49   | 43    | «Ференцварош» (Будапешт)                                           |
| 2  | Джузеппе Меацца   | 1930-1939    | 29   | 27    | «Амброзіана-Інтер»                                                 |
| 3  | Геза Тольді       | 1930-1939    | 29   | 42    | «Ференцварош» (Будапешт)                                           |
| 4  | Дьюла Женгеллер   | 1936-1940    | 24   | 19    | «Уйпешт» (Будапешт)                                                |
| 5  | Маттіас Сінделар  | 1933-1937    | 24   | 31    | «Аустрія» (Відень)                                                 |
| 6  | Олдржих Неєдлий   | 1931-1939    | 21   | 42    | «Спарта» (Прага)                                                   |
| 7  | Іштван Авар       | 1929-1940    | 19   | 24    | «Уйпешт» (Будапешт) (18), «Рапід» (Бухарест) (1)                   |
| 8  | Раймон Брен       | 1930-1936    | 19   | 40    | «Спарта» (Прага)                                                   |
| 9  | Франц Веселік     | 1927-1930    | 16   | 22    | «Рапід» (Відень)                                                   |
| 10 | Йозеф Біцан       | 1934-1939    | 15   | 16    | «Рапід» (Відень) (1), «Адміра» (Відень) (2), «Славія» (Прага) (15) |
| 11 | Фердинанд Весели  | 1927-1930    | 15   | 25    | «Рапід» (Відень)                                                   |
| 12 | Карло Регуццоні   | 1932-1939    | 14   | 20    | «Болонья»                                                          |
| 13 | Камілло Єрусалем  | 1933-1937    | 14   | 24    | «Аустрія» (Відень)                                                 |
| 13 | Фердінанд Фацінек | 1934-1937    | 14   | 24    | «Спарта» (Прага)                                                   |
| 15 | Габор Сабо        | 1927-1936    | 14   | 25    | «Уйпешт» (Будапешт)                                                |
| 16 | Джованні Феррарі  | 1931-1938    | 14   | 34    | «Ювентус» (9), «Амброзіана-Інтер» (5)                              |
| 17 | Олдржих Заїчек    | 1934-1939    | 13   | 21    | «Спарта» (Прага)                                                   |
| 18 | Йожеф Такач       | 1928-1932    | 12   | 11    | «Ференцварош» (Будапешт)                                           |
| 19 | Франтішек Клоз    | 1933-1938    | 12   | 12    | «Спарта» (Прага) (5), «Кладно» (7)                                 |
| 20 | Феліче Борель     | 1933-1935    | 12   | 17    | «Ювентус»                                                          |
| 21 | Антонін Пуч       | 1927-1937    | 12   | 26    | «Славія» (Прага)                                                   |